# アンシニェ
アンシニェ （Ensigné）は、フランス、ヌーヴェル＝アキテーヌ地域圏、ドゥー＝セーヴル県のコミューン。

## 地理
アンシニェはシャラント＝マリティーム県と境界を接しており、オルネーおよびアンシニェの森の近くにある非常にうっそうとした雑木林の中にある。
コミューンの保育園と小学校は、近接するコミューンのアスニエール＝アン＝ポワトゥーおよびペゼ＝ル＝シャと一緒に運営されている。

## 歴史
コミューンの歴史はテンプル騎士団の歴史と密接に結びついている。実際に、アンシニェは建物、礼拝堂、城から構成されるコマンドリー（現在は私有）を抱えていた。コマンドリーにある礼拝堂と城の所有者はそれぞれ異なる。城だけが復元されている。

## 人口統計
| 1962年 | 1968年 | 1975年 | 1982年 | 1990年 | 1999年 | 2008年 | 2013年 |
| ------ | ------ | ------ | ------ | ------ | ------ | ------ | ------ |
| 412    | 379    | 311    | 296    | 282    | 270    | 274    | 293    |

参照元:1962年から1999年までは複数コミューンに住所登録をする者の重複分を除いたもの。それ以降は当該コミューンの人口統計によるもの。1999年までEHESS/Cassini、2004年以降INSEE。